# レッド・ワン
『レッド・ワン』（原題: Red One）は、2024年公開のアメリカ合衆国のアクション・アドベンチャー映画。

## 概要
クリスマスを題材とし、ハイラム・ガルシアの原案をもとに、クリス・モーガンが脚本化し、ジェイク・カスダンが監督した。主演は、ドウェイン・ジョンソンとクリス・エヴァンスで、共演はキーナン・シプカ、ルーシー・リュー、メアリー・エリザベス・エリス、J・K・シモンズ、ニック・クロール、クリストファー・ヒヴュ等。D・ジョンソンは、ハイラム・ガルシア、ダニー・ガルシア、ジェイク・カスダン、メルビン・マー、クリス・モーガンとともにプロデューサーも務める。
本作は、クリスマスの伝説を再構築し、将来的にはシリーズ物として世界観の拡大が見込まれる作品の第1作目と見られている。
本作の製作には、Amazon MGMスタジオ（MGMレーベル）、セヴン・バックス・プロダクションズ、クリス・モーガン・プロダクションズ、ザ・ディテクティヴ・エージェンシーが共同して関与している。
2024年11月にアメリカ・日本で劇場公開され、そのわずか約1か月後の同年12月12日より、Amazon Prime Videoで世界独占配信された。

## キャスト
カラム・ドリフト
演 - ドウェイン・ジョンソン、日本語吹替 - 楠大典
サンタクロース護衛隊長。愛称は“カル”。
ジャック・オマリー
演 - クリス・エヴァンス、日本語吹替 - 中村悠一
世界一の追跡者で賞金稼ぎ。
ゾーイ・ハーロウ
演 - ルーシー・リュー、日本語吹替 - 朴璐美
サンタクロース
演 - J・K・シモンズ、日本語吹替 - 立川三貴
聖ニコラウス、愛称は“ニック”。コードネーム“レッド・ワン”。
グリラ
演 - キーナン・シプカ、日本語吹替 - ファイルーズあい
魔女。
ミセス・クロース
演 - ボニー・ハント、日本語吹替 - 山像かおり
サンタクロースの妻。コードネーム“ヤマウズラ”。
ガルシア
声 - レイナルド・ファバーレ、日本語吹替 - 田渕将平
クランプス
演 - クリストファー・ヒヴュ、日本語吹替 - 木村雅史
テッド
演 - ニック・クロール、日本語吹替 - 羽鳥佑
ディラン
演 - ウェスリー・キンメル、日本語吹替 - 葉山那奈
ジャックの息子。
オリビア
演 - メアリー・エリザベス・エリス、日本語吹替 - 野首南帆子
リックおじさん
演 - マーク・エヴァン・ジャクソン、日本語吹替 - 前田雄
バルスコバ
演 - ジセット・ヴァレンタイン、日本語吹替 - 南澤まお

## 製作

### 企画開発
セブン・バックス・プロダクションのハイラム・ガルシアが本作のアイデアを考案し、ジェイク・カスダンが監督することが決定した。

### キャスティング
2022年1月にクリス・エヴァンスがキャストに加わり、続いて9月にはキーナン・シプカの本作への参加が発表された。その後、翌10月にルーシー・リュー、メアリー・エリザベス・エリス、J・K・シモンズ、ニック・クロール、クリストファー・ヒヴュ、ウェスリー・キンメル、ボニー・ハントが本作のキャストに加わった。
キャストの一人であるエリスは、Instagramで自身とJ・K・シモンズが本作の撮影に参加していることを明らかにした。

### 撮影
2022年10月にアトランタで撮影は開始された。